# La Bollène-Vésubie

La Bollène-Vésubie este o comună în departamentul Alpes-Maritimes din sud-estul Franței. În 1 ianuarie 2022 avea o populație de 659 de locuitori.